# Luborzyca
Luborzyca – wieś w Polsce, położona w województwie małopolskim, w powiecie krakowskim, w gminie Kocmyrzów-Luborzyca.
| SIMC    | Nazwa      | Rodzaj     |
| ------- | ---------- | ---------- |
| 0322353 | Baran      | część wsi  |
| 0322382 | Piotrowiec | przysiółek |
| 0322360 | Podgórze   | część wsi  |
| 0322376 | Zapusta    | część wsi  |

W końcu XVI wieku Luborzyca wchodziła w skład dóbr ziemskich posiadanych przez biskupstwo krakowskie, administracyjnie należała do powiatu proszowickiego w województwie krakowskim. Znajdował się tu dwór biskupów krakowskich. W czasie powstania kościuszkowskiego we wsi kwaterowały wojska polskie, a Tadeusz Kościuszko wraz ze sztabem gościł na miejscowej plebanii. Do sztabu 2 kwietnia 1794 dołączył gen. mjr Józef Zajączek. Po podziale wojsk na dwie dywizje, 3 kwietnia pomaszerowały one w kierunku Koniuszy.
Do 1954 roku siedziba gminy Luborzyca. W latach 1954–1972 wieś należała i była siedzibą władz gromady Luborzyca. W latach 1975–1998 miejscowość administracyjnie należała do województwa krakowskiego.
Luborzyca jest siedzibą gminy Kocmyrzów-Luborzyca.

## Urodzeni w Luborzycy
- Walenty Adamczyk – polski działacz ruchu ludowego, żołnierz Batalionów Chłopskich i Armii Krajowej
- Zofia Atteslander – polska malarka, tworząca w latach 1889–1928 m.in. w Berlinie, Paryżu i Wiesbaden

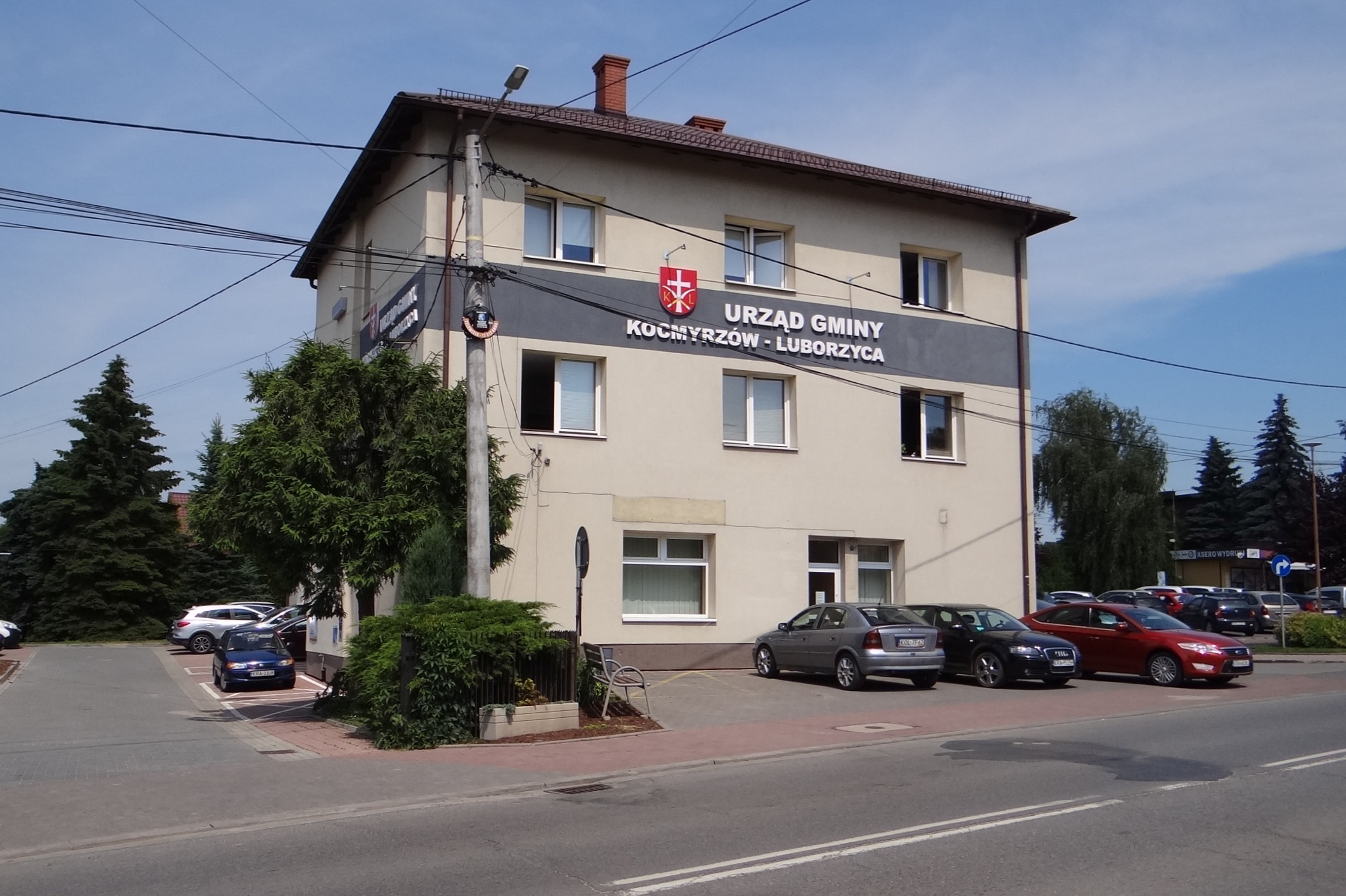
Siedziba Urzędu Gminy
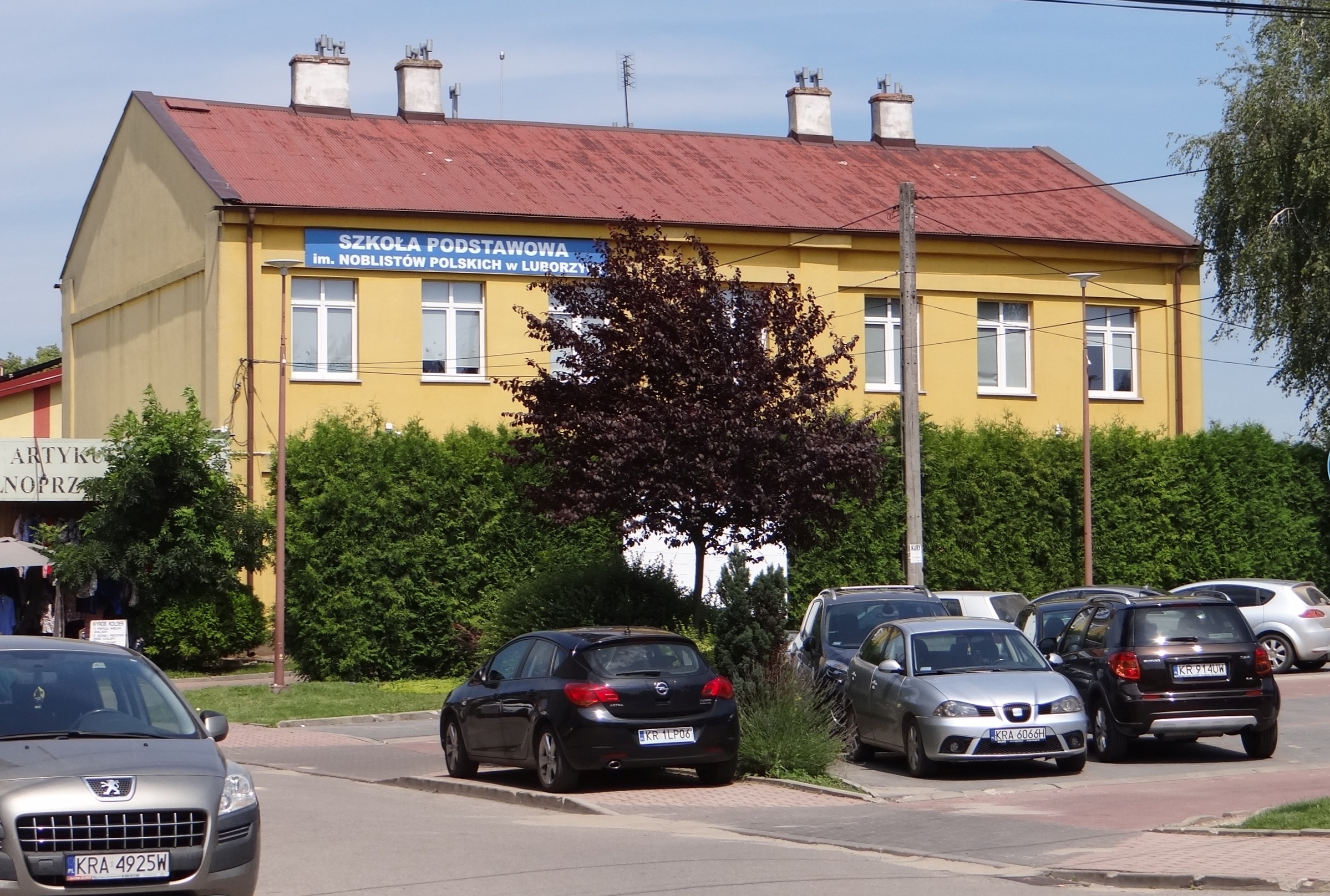
Szkoła podstawowa
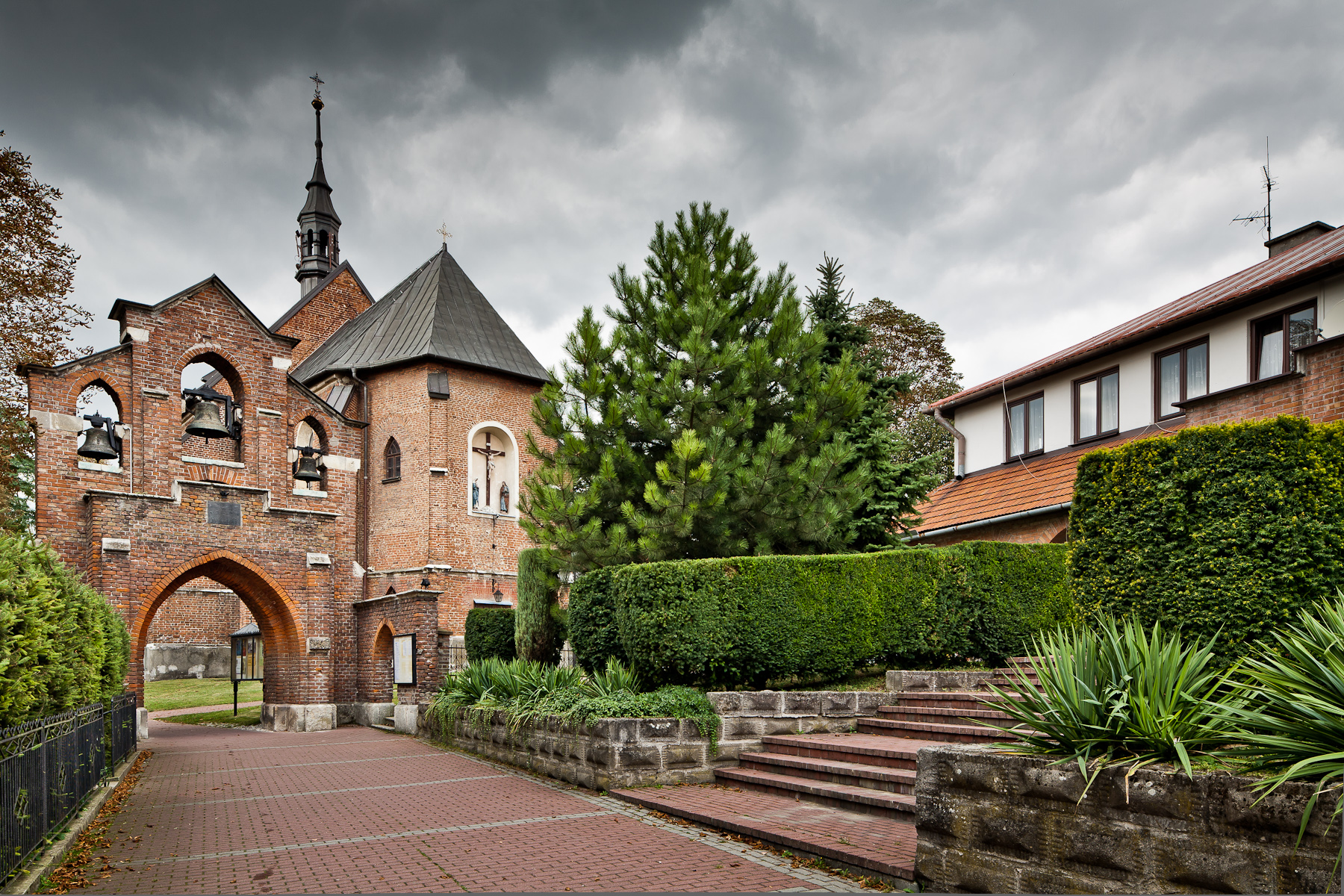
Kościół
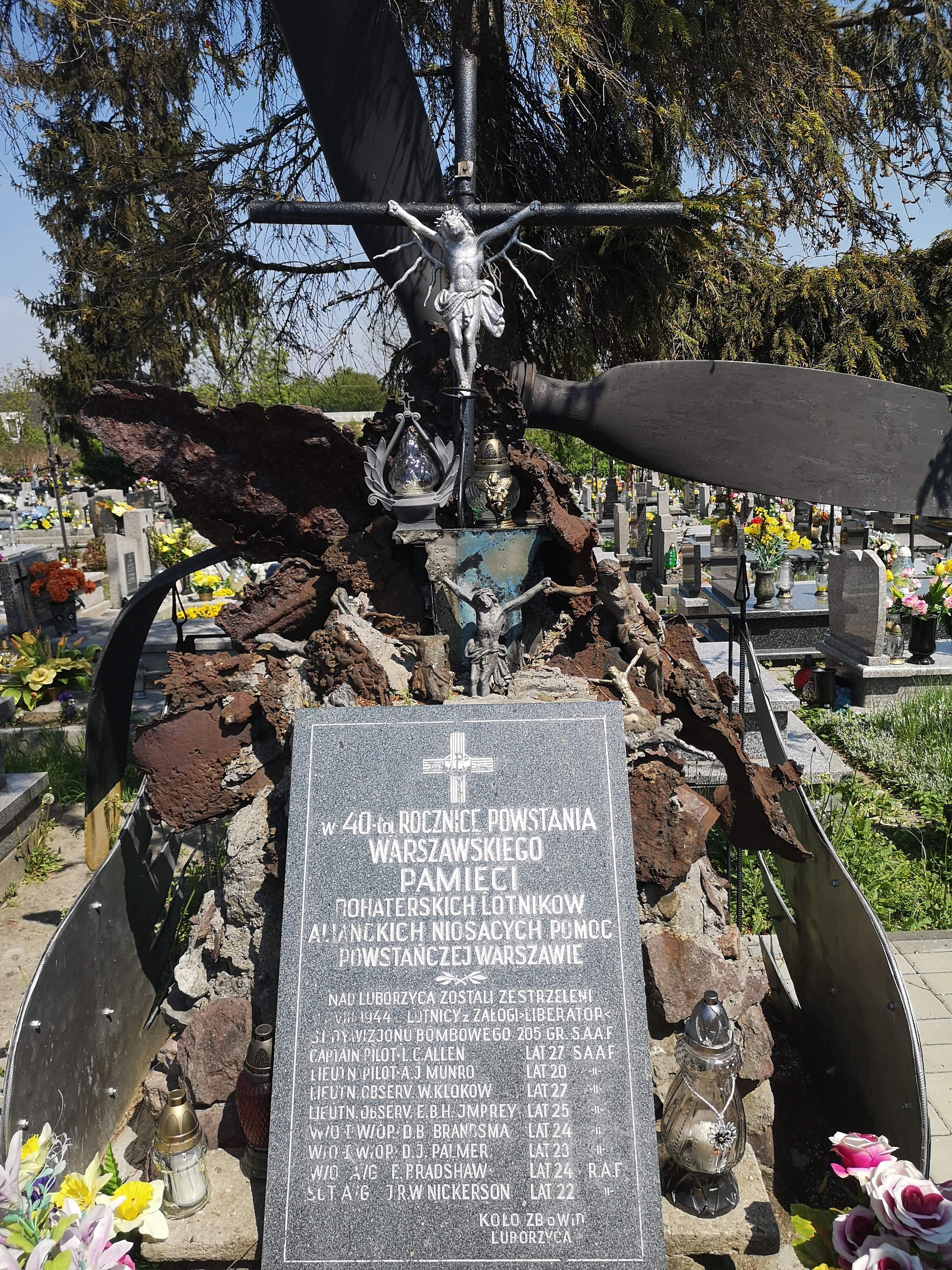
Cmentarz, tablica pamiątkowa